# Tokijski proces
Tokijski proces je naziv za suđenje japanskim ratnim zločinima pred Međunarodnim vojnim sudom za Daleki istok.
Optuženo je 28 visokih vojnih i političkih dužnosnika koji su optuženi za razne zločine (zločin protiv čovječnosti, zločin protiv mira itd.)
Suđenje je počelo 3. svibnja 1946. a završeno je 12. studenoga 1948. Najpoznatiji sudionik bio je Hideki Tojo, ratni premijer Japana. Nakon okončanja suđenja, sedmero optuženih je pogubljeno u zatvoru, a preostalih šesnaest osuđeno je na doživotni zatvor. Dvoje optuženih umrlo je tijekom procesa.
Kasnije je Japan platio ratne odštete nekim zemljama koje je okupirao i iskorištavao. No, nekim državama nije plaćena nikakva odšteta. Kini nije plaćena odšteta jer su u međuvremenu tamo vlast preuzeli komunisti pa Amerikanci nisu željeli dopustiti da Japan plaćanjem odštete jača njihove protivnike. 
Nitko od optuženih nije okrivljavao cara Hirohita. Optuženi japanski generali i politički dužnosnici time su željeli zaštititi cara, a Amerikanci su se s time složili jer bi im procesuiranje cara moglo uzrokovati probleme pri okupaciji Japana. Japanski car, Akihito, do današnjih dana odbija posjetiti šintoistički hram posvećen dušama vojnika poginulih za cara.

## Međunarodni vojni sud za Daleki istok
Prvih dana svibnja 1946. u Tokiju je počeo zasjedati Međunarodni vojni sud za Daleki istok koji je trebao utvrditi krivnju japanskih ratnih zločinaca. Pripreme za pokretanje takve rasprave bile su duge i naporne, ali ih je, na osnovi uputa o apsolutnoj moći koje je dobio poslije japanske predaje 2. rujna 1945., general Douglas MacArthur provodio vrlo energično, što mu je dopustio Potsdamski memorandum od 26. srpnja 1945. godine.
Međunarodni vojni sud za Daleki istok uveo je i neke novosti, pojedine zločince upućivao je na suđenje u mjesta gdje su izvršili zločine. Tako je general Yamashita, zapovjednik Filipina, bio osuđen i obješen u Manili, a neki visoki dužnosnici odgovorni za zločine u Mandžuriji bili su predani Sovjetima.
Ukupno je 1.288 osoba odgovaralo pred raznim savezničkim vojnim sudovima, od kojih su 174 bile osuđene na smrt. Na procesu u Tokiju našlo se 28 okrivljenih. Bili su to najviši državni dužnosnici: premijeri, ministri, veleposlanici i generali. Neki od odgovornih za rat i zločine sami su izabrali smrt. Primjerice, ministar rata Anami izvršio je harakiri. To su dani individualnog delirija. Život su si, metkom u glavu, oduzeli generali Sugiyama, Tanaka i Honjo te niz mlađih časnika. Optuženi na tokijskom procesu, u kojem je glavna osoba bio general Tojo, morali su odgovarati zbog zavjere protiv mira, zločina protiv čovječanstva, ratnih zločina i zbog agresije na saveznike. Drugim riječima, to je značilo da su optuženi i zbog invazije na Mandžuriju 1931. i njezinog zauzimanja, zbog invazije na Kinu 1932., okupacije pokrajina Jehol i Cijahar 1935. te napada na Perl Harbur bez prethodne objave rata.
S posebnom pozornošću razmatrani su zločini koje su Japanci učinili protiv ratnih zarobljenika i civilnog stanovništva, jer Japan, premda je 1929. potpisao Ženevsku konvenciju o ratnim zarobljenicima, nije poštovao temeljne propise Međunarodnog ratnog prava. Treba spomenuti 78 tisuća zarobljenih Amerikanaca na Filipinima, marš smrti, strašne uvjete života u japanskim logorima, masakriranja u Kini svih onih koji nisu htjeli surađivati s Japancima, a da se ne govori o Nankingu 1938. kada je ubijeno više od 100 tisuća ljudi. Pokušaji obrane tih nedjela nisu privukli gotovo nikakvu pozornost pa je 12. studenog 1948. Međunarodni vojni sud za Daleki istok donio presude: sedam na smrt vješanjem, šesnaest na doživotnu robiju, a ostalima je izrekao vremenske kazne.